# Xacahua
Xacahua es una localidad del estado mexicano de Oaxaca. Pertenece al municipio de Villa de Tamazulápam del Progreso.

## Demografía
| Censo | Población |
| ----- | --------- |
| 1940  | 65        |
| 1950  | 88        |
| 1960  | 109       |
| 1970  | 126       |
| 1980  | 146       |
| 1990  | 150       |
| 1995  | 156       |
| 2000  | 174       |
| 2005  | 162       |
| 2010  | 184       |
| 2020  | 198       |